# Сембоку (уезд, Акита)
Сембоку (яп. 仙北郡 Сембоку-гун) уезд расположен в префектуре Акита, Япония.

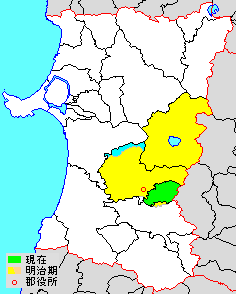
Расположение уезда Сембоку в префектуре Акита.
Цветная область = первоначальный размер уезда; зелёный = село Мисато; жёлтый = города Сембоку, Дайсен и Йокоте ранее входившие в уезд. Село составляет весь уезд Сембоку на сегодняшний день

По оценкам на Декабрь 2019 года, население Сембоку составляет 25,857 человек, площадь 620.95 км².

## Посёлки и сёла
- Мисато

## История
Территория округа Сэмбоку ранее входила в состав провинции Дэва, и первоначально была создана из округа Хирака в 870 году. Провинция Дэва была разделена на провинцию Уго и провинцию Узень. После реставрации Мэйдзи (9 января 1869 г.) область Сембоку становится частью провинции Уго. В то время этот район состоял из одного города (Какунодатэ) и 181 деревни, ранее находившейся под контролем княжества Кубота. Префектура Акита была основана 13 декабря 1871 года.